# 羅思 (北達科他州)
羅思（英語：Roth）是位於美國北達科他州博蒂諾縣的非建制地區。

## 歷史
羅思的郵局於1908年設立，其後於1964年停運。

## 地理
羅思所處的海拔為高於海平面458米（即1503英呎），而該地所採用的時區為UTC-6，即北美中部时区（CST）。同時該地設有夏令時間，為UTC-6調快一小時，即UTC-5（CDT）。